# Alkiloarylosulfoniany
Alkiloarylosulfoniany – związki organiczne, sulfonowane parafiny zawierające lipofilowy fragment alifatyczny i arylowy oraz hydrofilową grupę sulfonową. Są to substancje powierzchniowo czynne należące do detergentów anionowych. Sole alkiloarylowych kwasów sulfonowych, np. dodecylobenzenosulfonian sodu, wykazują dobre właściwości piorące i myjące.
Zbliżone właściwości mają alkanosulfoniany.